# Armando Diaz
Armando Diaz (ur. 5 grudnia 1861 w Neapolu, zm. 29 lutego 1928 w Rzymie) – marszałek Włoch.

## Życiorys
Uczestnik I wojny światowej. Po klęsce w bitwie pod Caporetto mianowany głównodowodzącym wojsk włoskich w miejsce skompromitowanego generała Luigiego Cadorny. Wojska pod jego dowództwem zatrzymały kolejną ofensywę Austriaków nad Piawą w czerwcu 1918 roku, co było przełomem na froncie włoskim. Pod Vittorio Veneto oddziały pod dowództwem generała Diaza odniosły ostateczne zwycięstwo nad Austriakami, co zmusiło ich do proszenia o rozejm. Za zasługi na froncie w 1921 roku został nagrodzony tytułem „Księcia Vittorio”, a w 1924 roku mianowany marszałkiem Włoch.

## Odznaczenia
Został odznaczony m.in. Orderem Sabaudzkim Wojskowym I, III i IV klasy.
13 marca 1925 roku prezydent Polski na wniosek ministra spraw wojskowych i na mocy uchwały kapituły nadał mu Krzyż Komandorski Orderu Wojskowego Virtuti Militari nr 16.